# 吉野光
吉野 光（よしの ひかる、本名・中島純司、1938年1月18日- ）は、日本の作家・美術史学者。佛教大学名誉教授。

## 略歴
長野県生まれ。東京大学文学部美術史学科卒業。東京国立博物館勤務、群馬県立女子大学教授、佛教大学教授。1991年『撃壌歌』で文藝賞受賞。2008年定年退任、名誉教授。中世日本の水墨画、特に雪舟を専門とし、歴史に取材した小説を書く。

## 著書

### 単著
- 中島純司『日本美術絵画全集第10巻　長谷川等伯』（集英社、1979年）
- 中島純司『名宝日本の美術第14巻　雪舟』（小学館、1981年）
  - 『新編 名宝日本の美術14　雪舟』（小学館、1991年）
- 中島純司『岩波日本美術の流れ4　14-16世紀の美術―清浄世界への憧憬』（岩波書店、1991年）
- 中島純司『日本の美術No.337　水墨画―祥啓と雪村』（至文堂、1994年）

以下は吉野光名義の小説作品
- 『撃壌歌』（河出書房新社、1992年）
- 『雪舟漂泊』（河出書房新社、1993年）
- 『帰去来』（作品社、1995年）
- 『天敵』（作品社、1997年）
- 『赤い兵馬俑』（作品社、2000年）
- 『棹歌』（講談社、2001年）
- 『碧玉のテロリスト』（作品社、2003年）
- 『夜遊の袖』（作品社、2006年）
- 『陰の都』（作品社、2011年）

### 編著
- 中島純司『日本の名画1　雪舟等楊』（講談社、1973年）

### 共編
- （辻惟雄・中島純司）『古画備考五十音別索引』（辻惟雄、1966年）
- （辻惟雄・中島純司）『古画備考五十音別索引』（思文閣出版、1970年）
- （赤井達郎・中島純司）『近世風俗図譜第8巻　祭礼1』（小学館、1982年）
- （松永伍一・中島純司）『日本美を語る第8巻 多彩なる墨趣―水墨画の流れと文人画』（ぎょうせい、1989年）
- （中島純司）『水墨画の巨匠第1巻　雪舟』（講談社、1994年）
- （中島純司・佐野みどり・今道英治）『まんが日本美術史第1巻　原始→平安時代の美術』（美術出版社、1996年）
- （中島純司・山下裕二・和田順一）『まんが日本美術史第2巻　鎌倉→江戸時代の美術』（美術出版社、1996年）
- （中島純司・原田光・堀元彰・樹本ふみきよ・渡部さとる）『まんが日本美術史第3巻　明治→現代の美術』（美術出版社、1996年）

## 論文
- 中島純司

## 参考
- http://bookweb.kinokuniya.co.jp/htm/4861820995.html